# 呙宋台遗址
呙宋台遗址，是位于山东省潍坊市寿光市孙家集街道呙宋台村的一处古遗址，是中华人民共和国文物保护单位之一。
1977年12月23日，授予山东省文物保护单位，2019年10月，该遗址列入第八批全国重点文物保护单位。